# Mollie O'Callaghan
Pour les articles homonymes, voir O'Callaghan.
Mollie O'Callaghan, née le 2 avril 2004 dans le Queensland, est une nageuse australienne spécialiste du crawl. Elle est championne du monde du 100 m nage libre en 2022 et du 200 m nage libre en 2023.
Elle détient, depuis 2022, le record du monde du 4 × 200 mètres nage libre avec l'équipe d'Australie et, depuis 2023, le record du monde du 200 mètres nage libre.

## Carrière sportive
En 2019, elle participe aux relais 4 × 100 m lors des mondiaux junior de Budapest et gagne une médaille d'argent. Elle obtient trois médailles olympiques en relais lors des Jeux de Tokyo en 2021 dont deux titres mais sans jamais participer aux finales.
Lors des Jeux du Commonwealth, le 31 juillet 2022 à Birmingham, elle s'empare du record du monde du 4 × 200 mètres nage libre en 7 min 39 s 29 en compagnie de Kiah Melverton, Madison Wilson et Ariarne Titmus.
Elle se révèle au grand public lors des championnats du monde de Budapest, médaillée d'or sur 100 m nage libre et 4 × 100 m nage libre, d'argent sur 200 m nage libre. L'année suivante aux championnats du monde de Fukuoka, elle est membre du relais australien titré et record du monde sur 4 × 100 m nage libre. Elle remporte le titre sur 200 m nage libre devant sa compatriote Ariarne Titmus et s'adjuge le record du monde en 1 min 52 s 85. Quelques jours plus tard, elle conserve son titre de championne du monde du 100 m nage libre.

## Palmarès

### Jeux olympiques
- Jeux olympiques de 2020 à Tokyo :
  -  Médaille d'or du relais 4 × 100 m nage libre (ne participe pas à la finale)
  -  Médaille d'or du relais 4 × 100 m quatre nages (ne participe pas à la finale)
  -  Médaille de bronze du relais 4 × 200 m nage libre (ne participe pas à la finale)
- Jeux olympiques de 2024 à Paris :
  -  Médaille d'or du relais 4 × 100 m nage libre
  -  Médaille d'or du relais 4 × 200 m nage libre
  -  Médaille d'or du 200 m nage libre

### Championnats du monde
- Championnats du monde 2022 à Budapest :
  -  Médaille d'or du 100 m nage libre
  -  Médaille d'or du relais 4 × 100 m nage libre
  -  Médaille d'or du relais 4 × 100 m nage libre mixte
  -  Médaille d'argent du 200 m nage libre
  -  Médaille d'argent du 4 × 200 m nage libre
  -  Médaille d'argent du 4 × 100 m quatre nages
- Championnat du monde 2023 à Fukuoka :
  -  Médaille d'or du 100 m nage libre
  -  Médaille d'or du 200 m nage libre
  -  Médaille d'or du 4 × 100 m nage libre
  -  Médaille d'or du 4 × 200 m nage libre
  -  Médaille d'or du relais 4 × 100 m nage libre mixte
  -  Médaille d'argent du 4 × 100 m quatre nages
- Championnat du monde 2025 à Singapour :
  -  Médaille d'or du 200 m nage libre
  -  Médaille d'or du 4 × 100 m nage libre
  -  Médaille d'or du 4 × 200 m nage libre
  -  Médaille d'argent du 100 m nage libre
  -  Médaille d'argent du 4 × 100 m quatre nages

### Championnats du monde juniors
- Championnats du monde juniors 2019 à Budapest :
  -  Médaille d'argent du relais 4 × 100 m nage libre

### Jeux du Commonwealth
- Jeux du Commonwealth de 2022 à Birmingham (Angleterre) :
  -  Médaille d'argent du 200 m nage libre
  -  Médaille d'or du 4 × 100 m nage libre
  -  Médaille d'or du 4 × 200 m nage libre

## Records mondiaux
| Épreuve                           | Temps              | Compétition               | Lieu           | Date            |
| 4 × 200 m nage libre grand bassin | 7 min 37 s 50 (RM) | Championnat du monde 2023 | Fukuoka, Japon | 27 juillet 2023 |
| 200 m nage libre grand bassin     | 1 min 52 s 85 (RM) | Championnat du monde 2023 | Fukuoka, Japon | 26 juillet 2023 |